# 東邦大学医療センター大森病院
東邦大学医療センター大森病院（とうほうだいがくいりょうセンターおおもりびょういん）は、東京都大田区大森西六丁目十一番一号に位置する病院である。運営は学校法人東邦大学。特定機能病院の承認を受けている。略称は東邦医大または東邦医大病院。

## 沿革
- 大正14年（1925年） - 帝国女子医学専門学校付属病院として開院。病院長額田晉。
- 大正15年（1926年） - 付属看護婦養成所開校
- 昭和2年（1927年） - 病院旧3号館竣工
- 昭和20年（1945年） - 戦火により付属病院焼失
- 昭和22年（1947年） - 付属病院設置（同年廃止）。東邦医科大学付属病院開設 （病床数 120 床）。
- 昭和31年（1956年） - 医学部付属准看護学校設置。
- 昭和40年（1965年） -  医学部付属高等看護学校設置。
- 昭和46年（1971年） - 名称を東邦大学医学部付属大森病院と改称。
- 昭和48年（1973年） - コンピュータシステム外来窓口即時処理全科導入。2号館完成式及び披露宴。
- 昭和53年（1978年） - 救命救急センター開設。
- 昭和60年（1985年） - 高度先進医療を行う特定承認保険医療機関の認定。
- 平成5年（1993年） - 特定機能病院に承認。
- 平成7年（1995年） - 地域連携業務開始。
- 平成8年（1996年） - エイズ診療拠点病院。
- 平成12年（2000年） - 安全管理対策委員会設置、クリティカルパス委員会設置。
- 平成13年（2001年） - オーダリングシステム開始、診療予約及びCT・MRIの検査予約開始。
- 平成15年（2003年） - 診療科再編成臓器別診療体制へ移行。
- 平成16年（2004年） - 新3号館竣工、電子カルテ導入（入院・外来）。
- 平成17年（2005年） - 名称を東邦大学医療センター大森病院と改称。
- 平成18年（2006年） - 日本病院評価 Ver.5 の評価認定。。
- 平成22年（2010年） - 東京都認定がん診療病院
- 平成23年（2011年） - 日本病院評価 Ver.6 の更新認定。
- 平成24年（2012年） - 地域がん診療連携拠点病院、卒後臨床研修評価認定。
- 平成25年（2013年） - 東京都小児がん診療病院。
- 平成26年（2014年） - がんセンター外来開設。
- 平成27年（2015年） - 新7号館竣工、第2手術室運用開始、2号館病棟、外来耐震補強工事。
- 平成28年（2016年） - 卒後臨床研修評価認定更新（認定期間4年）、日本医療機能評価機構　病院機能評価 3rdG Ver.1.1 （認定更新）受審、MYステーション（新たな入院窓口）開設。
- 平成29年（2017年） - ISO 15189「臨床検査室—品質と能力に関する特定要求事項」の認定。
- 平成30年（2018年） - ハイブリッド手術室運用開始、１号館病棟・外来耐震補強工事着工。
- 平成31年4月（2019年） - 国際医療支援部開設（令和4年4月に名称を医療支援部と改称）[1]

## 診療科
- 総合診療・急病センター（内科・外科・感染症科）
- 消化器センター（内科・外科）
- 循環器センター（内科・心臓血管外科）
- 呼吸器センター（内科・外科）
- 糖尿病・代謝・内分泌センター
- 脳神経センター（脳神経内科・脳神経外科）
- 腎センター
- 血液・腫瘍科
- リウマチ膠原病センター（膠原病科・整形外科）
- 小児医療センター（小児科・小児外科・小児循環器科・小児心臓血管外科）
- 乳腺・内分泌外科
- 形成外科
- 整形外科
- リハビリテーション科
- 新生児科
- 産婦人科
- 皮膚科
- 泌尿器科
- 眼科
- 耳鼻咽喉科
- 放射線科
- 麻酔科
- 心療内科
- 精神神経科
- 口腔外科
- 東洋医学科
- 病理診断科

## 医療機関の指定等
- 保険医療機関
- 三次救急告示医療機関
- 労災保険指定医療機関
- 指定自立支援医療機関（更生医療・育成医療・精神通院医療）
- 身体障害者福祉法指定医の配置されている医療機関
- 精神保健指定医の配置されている医療機関
- 生活保護法指定医療機関
- 指定養育医療機関（未熟児医療）
- 原子爆弾被害者一般疾病医療取扱医療機関
- 公害医療機関
- 母体保護法指定医の配置されている医療機関
- 特定機能病院
- 災害拠点病院
- 救命救急センター
- 臨床研修指定病院
- エイズ治療拠点病院
- 特定疾患治療研究事業委託医療機関
- DPC対象病院
- 小児慢性特定疾患治療研究事業委託医療機関
- 総合周産期母子医療センター

## 先進医療
- 超音波骨折治療法
- 多焦点眼内レンズを用いた水晶体再建術
- 内視鏡的大腸粘膜下層剥離術
- 前眼部三次元画像解析
- 経胎盤的抗不整脈薬投与療法 胎児頻脈性不整脈（胎児の心拍数が毎分百八十以上で持続する心房粗動又は上室性頻拍に限る。）

## 会計
- 初診時に紹介状がない場合、選定療養費として5,500円が加算される[2]。なお、時間外診療の場合は、条件に当てはまらなければ時間外・休日選定療養費として8,800円が加算される[3]。
- 会計時、クレジットカード（VISA・マスター・DC・JCB等）・デビットカードの使用が可能である。

## 羽田空港クリニック
東京国際空港(羽田空港)第2ターミナル内にて東邦大学羽田空港クリニックが、第3ターミナル(旧国際ターミナル)内にて東邦大学羽田空港第3ターミナルクリニックが運営されている。

## その他
- 病院内には外来者用レストラン・売店・パン屋・タリーズコーヒー・三菱UFJ銀行のATMがある。
- 2011年より建物内、敷地内とも全面禁煙を実施。
- 当病院は1号館から7号館まで複数の棟に分かれているが忌み数のため、4号館は存在しない[4]。

## 交通アクセス
病院公式サイト「交通のご案内」も参照
- 京急本線梅屋敷駅より徒歩7分。
- 東急池上線・東急多摩川線、JR京浜東北線蒲田駅東口より京浜急行バス森50系統の大森駅行きに乗車、東邦大学バス停で下車。
- JR京浜東北線大森駅東口より京浜急行バス森50系統の蒲田駅行きに乗車、東邦大学バス停で下車。

## 系列病院
- 東邦大学医療センター大橋病院 (東京都目黒区)
- 東邦大学医療センター佐倉病院 (千葉県佐倉市)